# 조광요턴
조광요턴은 대한민국 조광페인트와 노르웨이 Jotun이 50:50의 지분으로 합작해서 세운 선박 또는 해양구조물을 위한 보호피막페인트, 부식방지재료의 판매 및 사용법에 관한 기술서비스제공을 주사업으로 하는 회사이다.
현재 본사와 제조공장은 부산진해경제자유구역(외국인투자지역)인 부산광역시 강서구 지사동 1205번지에 위치해 있다.

## 연혁
- 1947 조광페인트공업사 창립
- 1967 조광페인트공업㈜ 법인 설립
- 1976 기업공개
- 1982 노르웨이 요턴사와 선박도료 기술제휴
- 1988 미국VALSPAR사와 중방식도료 기술제휴
- 1988 조광요턴㈜ 판매법인 설립, 선박.중방식도료 사업개시
- 1992 조광요턴㈜ 제조법인 전환
- 1998 기업부설연구소 설립
- 1999 요턴 극동지역연구소 설립
- 2009 부산 공장 완공